# Acuautepec o Agua de la Caña
Acuautepec o Agua de la Caña är en ort i Mexiko.   Den ligger i kommunen Santiago Pinotepa Nacional och delstaten Oaxaca, i den sydöstra delen av landet, 400 km söder om huvudstaden Mexico City. Acuautepec o Agua de la Caña ligger 136 meter över havet och antalet invånare är 307.
Terrängen runt Acuautepec o Agua de la Caña är platt åt sydväst, men åt nordost är den kuperad. Runt Acuautepec o Agua de la Caña är det ganska glesbefolkat, med 42 invånare per kvadratkilometer. Närmaste större samhälle är Santiago Pinotepa Nacional, 5,6 km väster om Acuautepec o Agua de la Caña. Omgivningarna runt Acuautepec o Agua de la Caña är en mosaik av jordbruksmark och naturlig växtlighet.